# Henryk Hawrylak
Henryk Hawrylak (ur. 25 maja 1924 w Lublinie, zm. 21 listopada 2013) – polski profesor, inżynier mechanik, specjalista w dziedzinie budowy i eksploatacji maszyn górnictwa odkrywkowego.

## Życiorys
Od 1945 związany był ściśle z Wrocławiem, gdzie studiował i aktywnie uczestniczył zarówno w odbudowie miasta, jak i życia akademickiego wrocławskich uczelni. Studia ukończył w 1950, w 1961 obronił pracę doktorską, w 1965 habilitował się, w 1969 uzyskał tytuł profesora nadzwyczajnego, a w 1975 – zwyczajnego. Mąż architekt Jadwigi Grabowskiej-Hawrylak i ojciec Katarzyny Hawrylak-Brzezowskiej, miejskiego konserwatora zabytków (1995–2017) we Wrocławiu.
Jego działalność naukowa koncentrowała się na badaniach wpływu używanych w górnictwie narzędzi urabiania kopalin na geologię górotworu. Stworzył w tej dziedzinie szkołę naukową, której współpraca z innymi ośrodkami naukowymi, badawczo-rozwojowymi i przemysłowymi zaowocowała stworzeniem polskich koparek wielonaczyniowych i ładowarko-zwałowarek, produkowanych w zunifikowanych seriach. Ze szkoły tej wyszło do 2005 pięciu profesorów i czterech doktorów habilitowanych.
Był autorem ponad 120 publikacji naukowych (w tym 8 książkowych) i 90 niepublikowanych prac przeznaczonych dla przemysłu oraz promotorem 16 doktoratów. Przez ćwierć wieku kierował utworzonym przez siebie Zakładem Maszyn i Urządzeń Górnictwa Odkrywkowego w Instytucie Konstrukcji i Eksploatacji Maszyn Politechniki Wrocławskiej, był też dyrektorem tego Instytutu oraz prodziekanem i dziekanem Wydziału Mechanicznego PWr, Przewodniczącym Prezydium Senatu uczelni i Pełnomocnikiem Rektora ds. Rozwoju Kadry Naukowej. Członek Komitetu Budowy Maszyn Polskiej Akademii Nauk, członek prezydium Centralnej Komisji do spraw Stopni i Tytułów (naukowych), Przewodniczący Rady Naukowej Instytutu Górnictwa Odkrywkowego „Poltegor-Instytut” we Wrocławiu.
Wielokrotnie wyróżniany i odznaczany za działalność naukową, dydaktyczną i społeczną; między innymi, w roku 2000, otrzymał tytuł doktora honoris causa macierzystej Politechniki Wrocławskiej, a w 2005 – Politechniki Koszalińskiej oraz Lubelskiej.
Pochowany na cmentarzu św. Wawrzyńca we Wrocławiu.

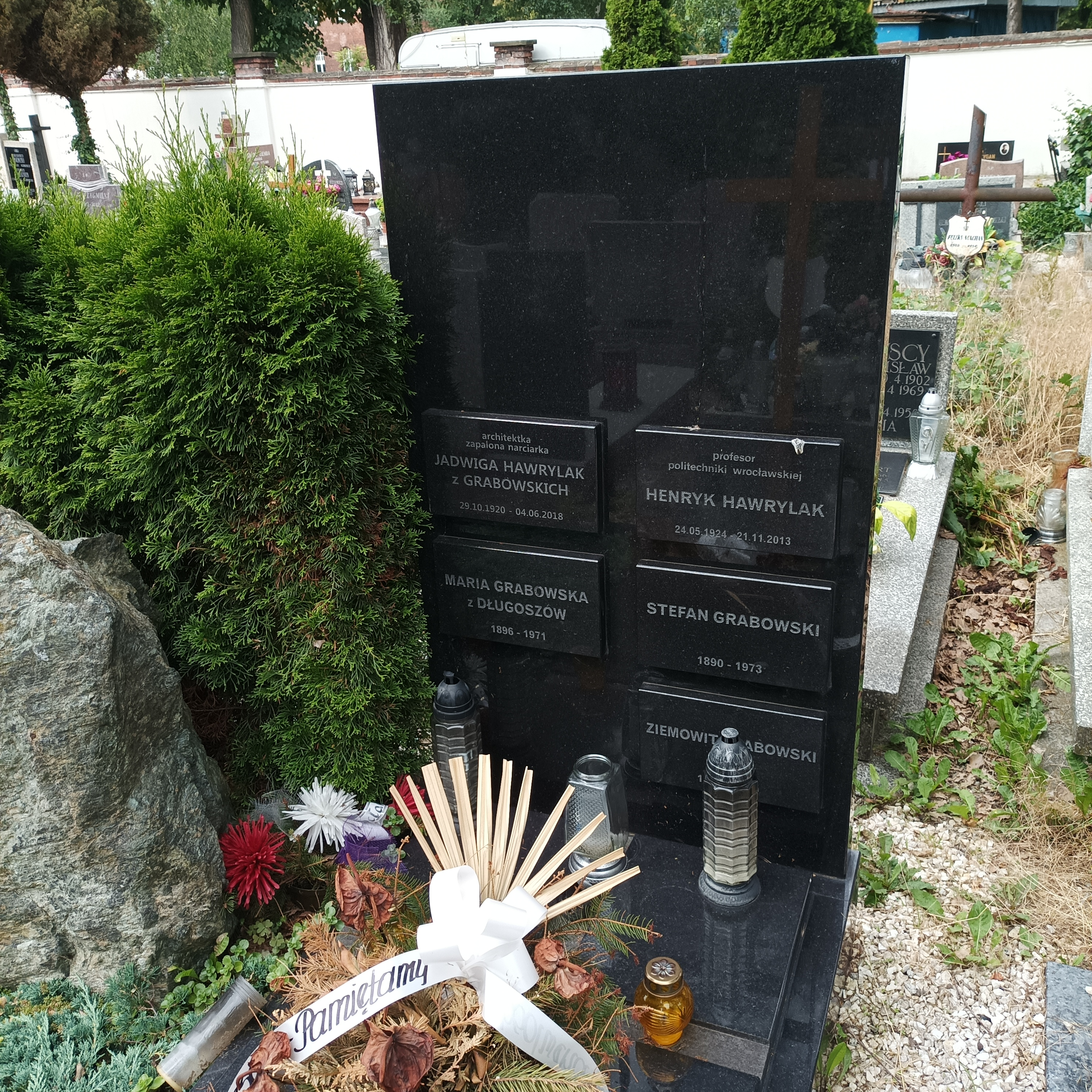
Grób prof. Henryka Hawrylaka na Cmentarzu Świętego Warzyńca we Wrocławiu